# Knautsches Palais

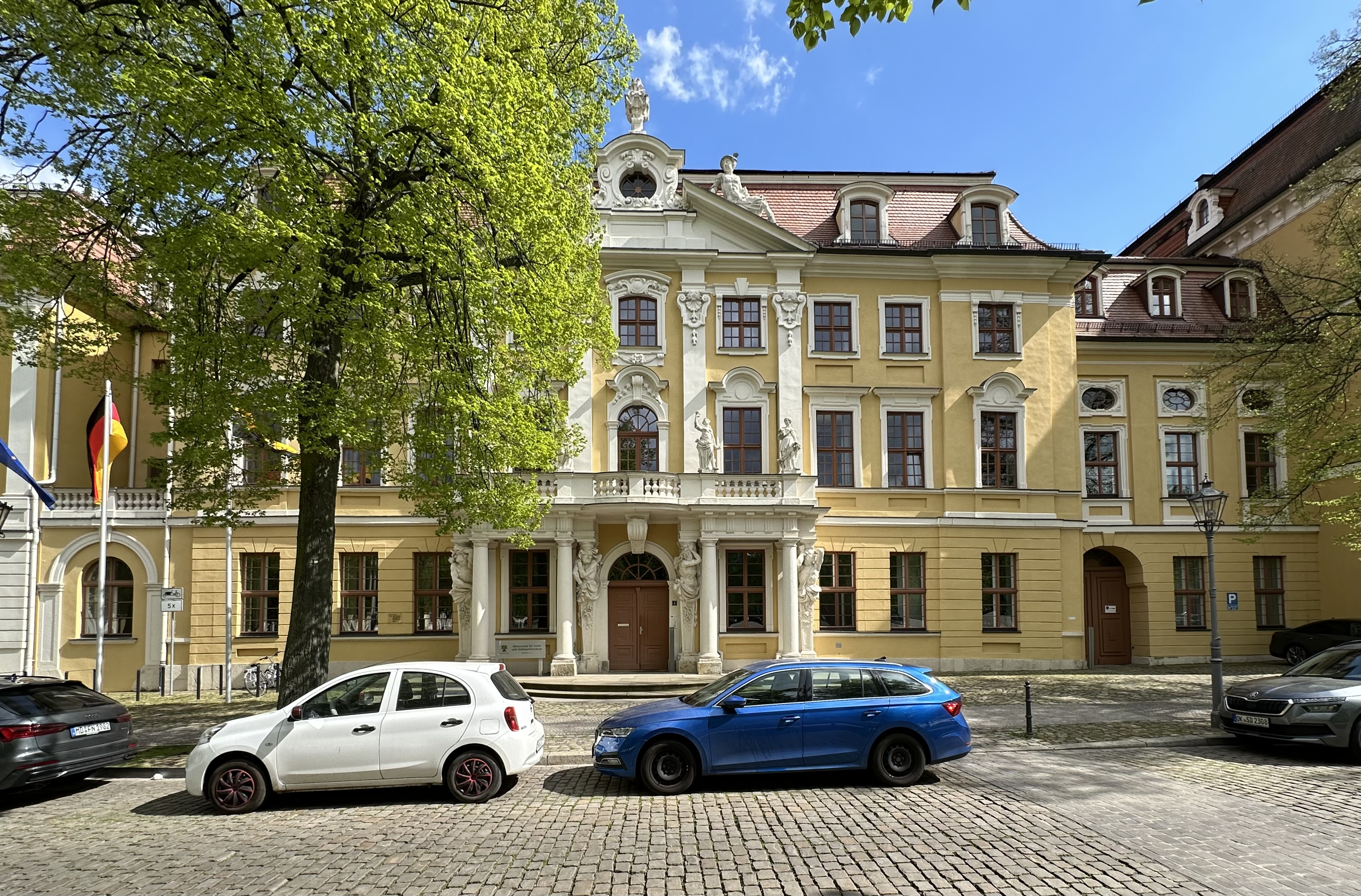
Knautsches Palais, 2024

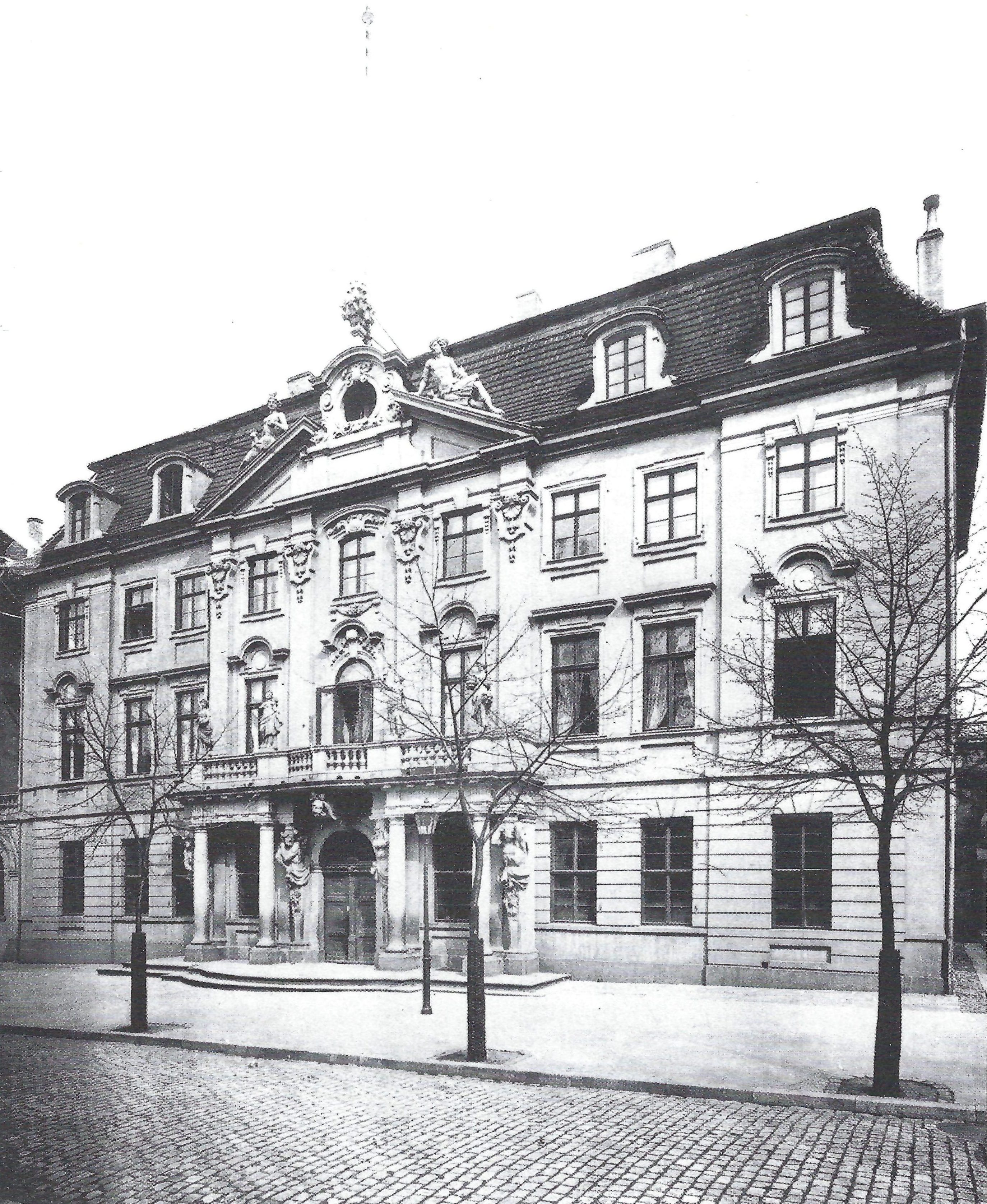
Knautsches Palais noch ohne Verbindungsbau nach Süden, 1889/1890

Das Knautsche Palais ist ein denkmalgeschütztes Gebäude in Magdeburg in Sachsen-Anhalt. Es wird heute vom Justizministerium des Landes Sachsen-Anhalt genutzt.

## Lage
Das Palais befindet sich auf der Ostseite des Domplatzes in der Magdeburger Altstadt an der Adresse Domplatz 4 und markiert die Mittelachse der geschlossenen Bebauung auf der Ostseite des Platzes. Südlich grenzt das Königlich Preußische Stadtschloss, nördlich das gleichfalls denkmalgeschützte Haus Domplatz 5 an. Östlich des Hauses befindet sich als Grundstücksabgrenzung die Mauer hinter Domplatz 4, ein gotisches Maßwerk, das ebenfalls als Baudenkmal eingetragen ist.

## Geschichte

### Vorgängerbebauung
Im Mittelalter befanden sich an dieser Stelle erzbischöfliche Wirtschaftsbauten, darunter auch der Marstall, der beim Stadtbrand im Jahr 1207 stark beschädigt worden war. Im Marstall stellten auch der Generalfeldwachtmeister Vitzthum und der sächsische Kommandant August Adolf von Thrandorf ihre Pferde unter.
Die Fluchtlinie der Gebäude trat hier jedoch weit nach Osten zurück, so dass eine als winkelförmig beschriebene Ausbuchtung des Domplatzes bestand. In dieser Ausbuchtung befand sich in der Zeit um 1631 die alte Fronerei der Möllenvogtei, ein alter Turm, der sich im Bereich unmittelbar hinter dem heutigen Gebäude befand.
Direkt an die Fronerei grenzte, getrennt durch eine Mauer, die erzbischöflichen Küche, die etwas abseits nördlich des Palastes des Erzbischofs angeordnet war. Der mittelalterliche Küchenbau bestand aus mehreren gewölbten Küchenräumen, die auf einem steinernen Unterbau standen. Die verschiedenen Rauchfänge vereinten sich nach oben in einem Schlot. Von außen hatte der Bau eine kegelförmige Erscheinung. Gegenüber der Küche befand sich in der östlich gelegenen Stadtbefestigung ein Wallturm. Der Überlieferung nach war es möglich aus dem Turm heraus die Vorgänge in der Küche beobachten zu können. Der weiter südöstlich gelegene Wehrturm Kiek in de Köken kam so zu seinem Namen. Bei der Zerstörung der Stadt im Jahr 1631 blieben die Gebäude erhalten. Möllenvogt Barthold Struwe erwähnte die Küche in einem Bericht aus dem Jahr 1642 als noch stehend, aber sehr baufällig. Auch 1715 waren die Mauern der Küche noch vorhanden. Friedrich Wilhelm I. ordnete dann den Abriss an. Noch 1719 wurde die winkelförmige Ausbuchtung des Domplatzes als Platz vor der alten Küche bezeichnet.
Zum Grundstück gehörte außerdem die Amtsschreiberei, ein zweigeschossiges Häuschen, das ebenfalls die Zerstörung von 1631 überstanden hatte, später jedoch als baufällig galt. In der Zeit nach 1706 lebte hier der Ingenieur-Hauptmann Bierwirth, der als Bauleiter der im Bau befindlichen neuen Dompropstei Magdeburg tätig war. In der Nähe dieses Gebäudes befand sich der sogenannte Lange Stall. Es wird angenommen, dass es sich hierbei um einen Rest des alten erzbischöflichen Marstalls handelte. 1715 bat der Kammersekretär Kaspar Henrich Koller per Gesuch den König, das baufällige Gebäude für 200 Taler erwerben zu dürfen. Friedrich Wilhelm I. genehmigte dies am 12. Juni 1715. Im Jahr 1716 ließ der König auf dem Grundstück Domplatz 4 für zwei Kammerboten ein kleines eingeschossiges Haus errichten. Die Baukosten wurden zum Teil von den 200 Talern bestritten, die Koller für das andere Haus bezahlt hatte.

### Heutiges Gebäude

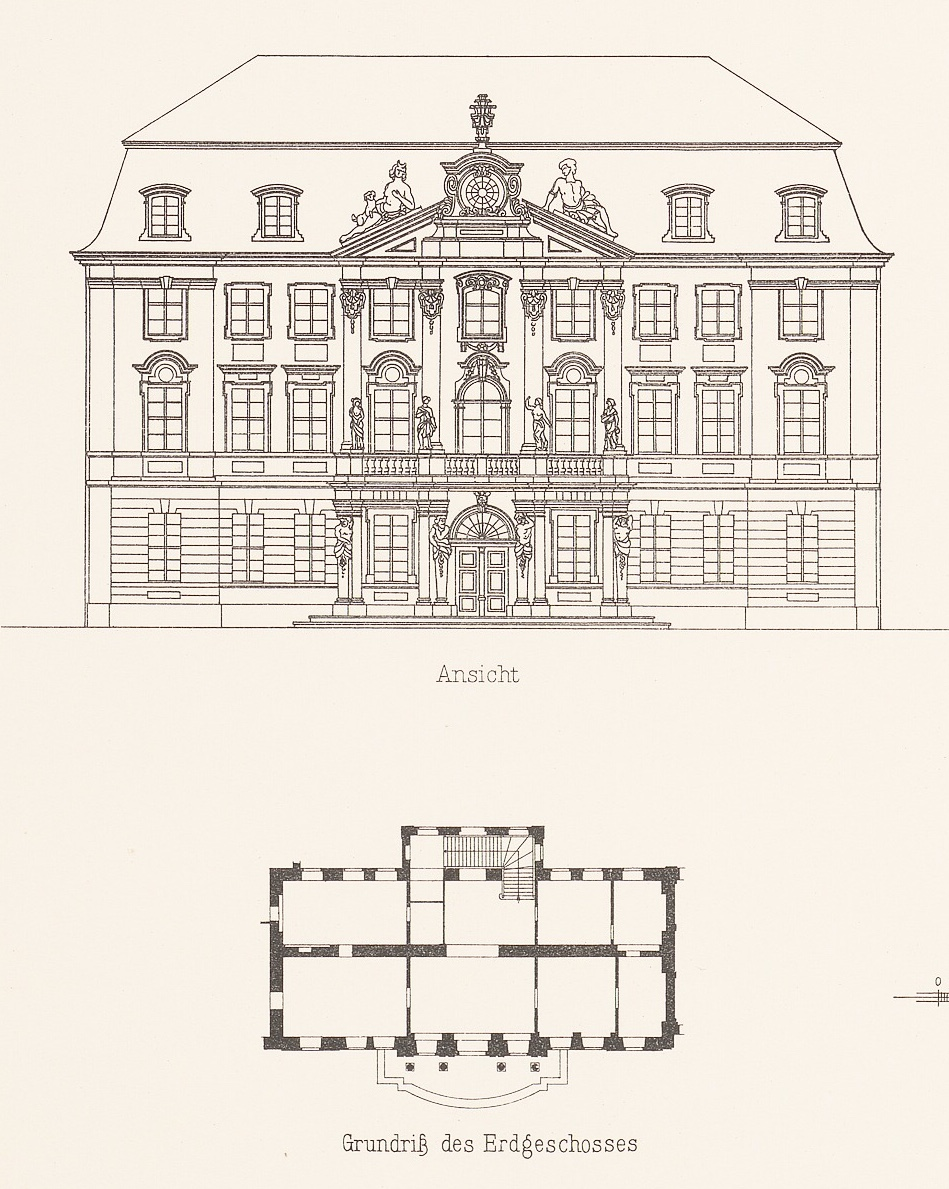
Zeichnung des Hauses aus dem Jahr 1875

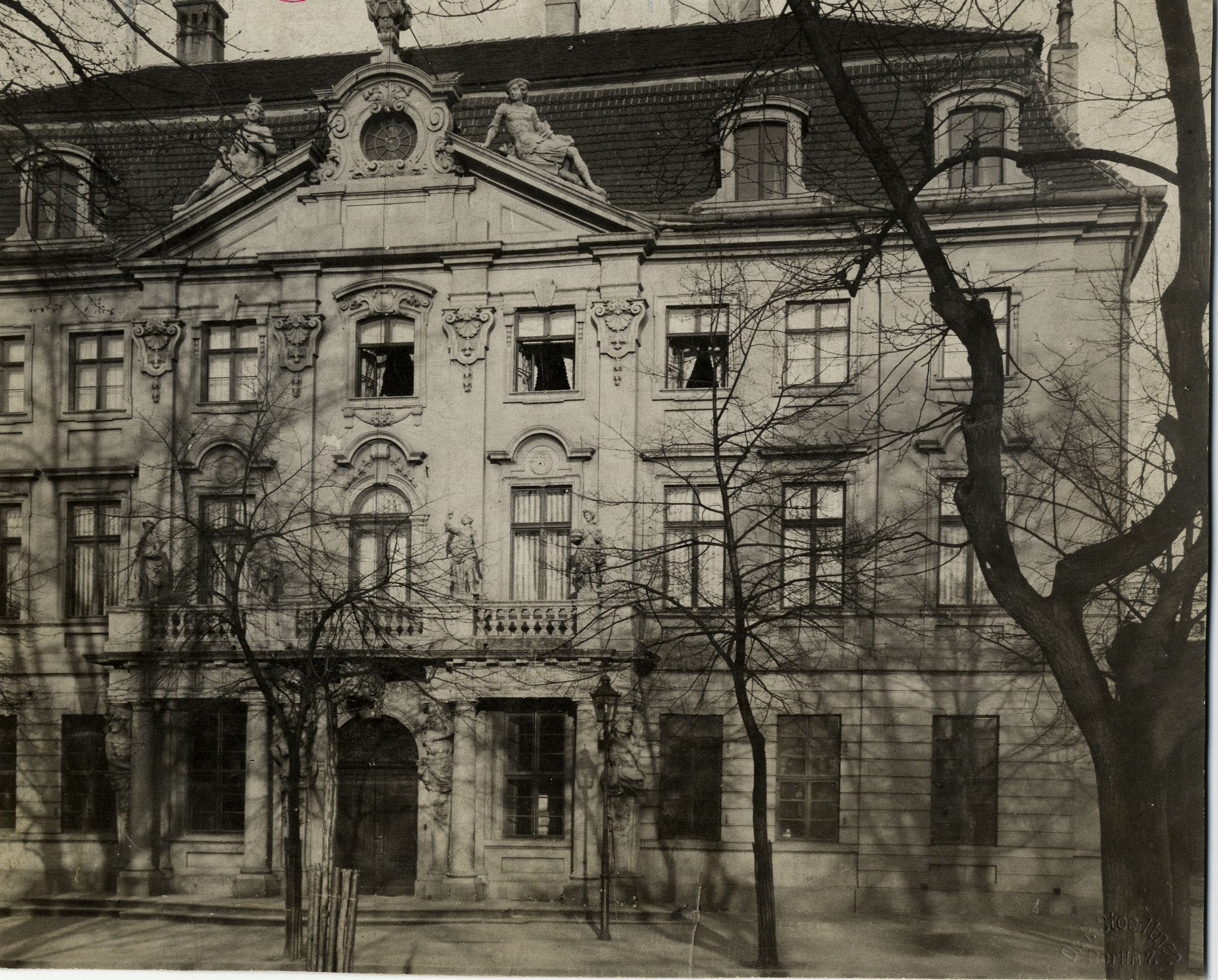
Historische Aufnahme mit Blick auf den südlichen Teil

1731 wurde das Grundstück vom Geheimen Rat Dr. Christoph Knaut erworben, der dort 1732, nach einem Entwurf von Gerhard Cornelius Walrave, das noch heute vorhandene barocke Gebäude errichten ließ. Andere Angaben sehen die Annahme von Walrave als Architekten als unsicher an. Neben Walrave wirkte der Maurermeister Christian Kolbe und der Zimmermeister Trohmann mit. Der Bau ging auf eine Anregung des Festungsgouverneurs Leopold von Anhalt-Dessau zurück und entstand im Rahmen der barocken Bebauung des Domplatzes. 1733 wurde das Haus mit 9846 Talern taxiert.
Die Erben Knauts, vertreten durch seinen ältesten Sohn, veräußerten Haus und Garten am 9. März 1744 an den Regierungspräsidenten Christoph von Plotho für 6500 Taler. Am 5. November 1753 wurde das Anwesen für 10.000 Taler und 200 Dukaten Schlüsselgeld an den Domherren Ernst August von dem Bussche verkauft, der es als Domherrenkurie nutzte. Der Domherr erwarb 1756 vom Domkapitel Magdeburg für 600 Taler, zugunsten des Dechaneiregisters, eine angrenzende Parzelle der Domdechanei, die ursprünglich mit der alten Dekanatskastellanei bebaut war. Außerdem befand sich hier ein zur Dechanei gehöriger alter Turm mitsamt Kapelle. Bei der Kapelle handelte es sich um die ehemalige St. Dionysii-Kapelle, die 1398 zur Domherrenkurie des Domherren Walter von Kökeritz im Diebeshorn (Fürstenwallstraße 16) gehörte. Von dem Bussche ließ die alten Gebäude abreißen und errichtete hier sodann auf der nördlichen Hofseite einen Wirtschaftsflügel.
Im Jahr 1795 wurden dann die Söhne des Domherren, Leutnant Ernst Georg Victor von dem Bussche und Kapitular Clamer August Friedrich von dem Bussche, als Eigentümer geführt. Der verstorbene Vater hatte testamentarisch bestimmt, dass der Besitz in der Familie bleiben sollte. Ein Verkauf aber auch eine Eintragung von Schulden war ausgeschlossen. Zumindest in den 1820er Jahren lebte der Jurist Hans Carl Erdmann von Manteuffel im Haus. 1840 veräußerte ein Enkel von Bussches das Haus dann trotz der testamentarischen Beschränkungen an den Kaufmann Eduard Baensch. Zu diesem Zeitpunkt wurde das Gebäude mit mehreren Wohnungen als Wohnhaus genutzt. Der Hof war mit Gebäuden umbaut. Auf der Nordseite waren die Küche, eine Waschküche, die Kutscherstuben und eine Mädchenkammer untergebracht. An der Ostseite befand sich ein Pferdestall mit Niederlage, im Süden Wagenremisen. 1845 verschloss Baensch den Hof zum Schloss auf der Südseite mit einer Mauer. Zugleich erfolgten Umbauarbeiten im Haus. Im Jahr 1846 wurde das Anwesen schließlich von der Regierung erworben, die dort die Amtswohnung eines Regierungspräsidenten einrichtete. Übergangsweise bis zur Fertigstellung des Hauses Domplatz 6 bezog das Oberlandesgericht hier Quartier.
In den 1890er Jahren wurde auf der Südseite des Hauses zum Schloss hin ein schmaler Verbindungsbau angefügt. Der nördliche Flügel wurde 1905/1906 neu- oder zumindest umgebaut. Eine dort noch befindliche Jahreszahl erinnert hieran. 1906 erfolgte auf dem Hof als Abschluss der Aufbau eines gotischen Maßwerks, das als eigenes Baudenkmal eingetragen ist.
Im Zweiten Weltkrieg wurde das Gebäude 1945 beschädigt, jedoch noch im gleichen Jahr wieder hergestellt. Ab 1946 nutzte das Haus Verwaltungszwecken. Bis 1989 war es Sitz des Wehrkreiskommandos der NVA. Im Jahr 1980 erhielt die Fassade eine Farbgebung in Gelb und Weiß, wie sie auch an anderen Häusern des Domplatz angebracht wurde. Ab 1990/1991 erfolgte eine Modernisierung und Restaurierung. Ab 1993 diente das Haus dann als Staatskanzlei des Landes Sachsen-Anhalt, später bezog das Justizministerium den Bau.

## Architektur

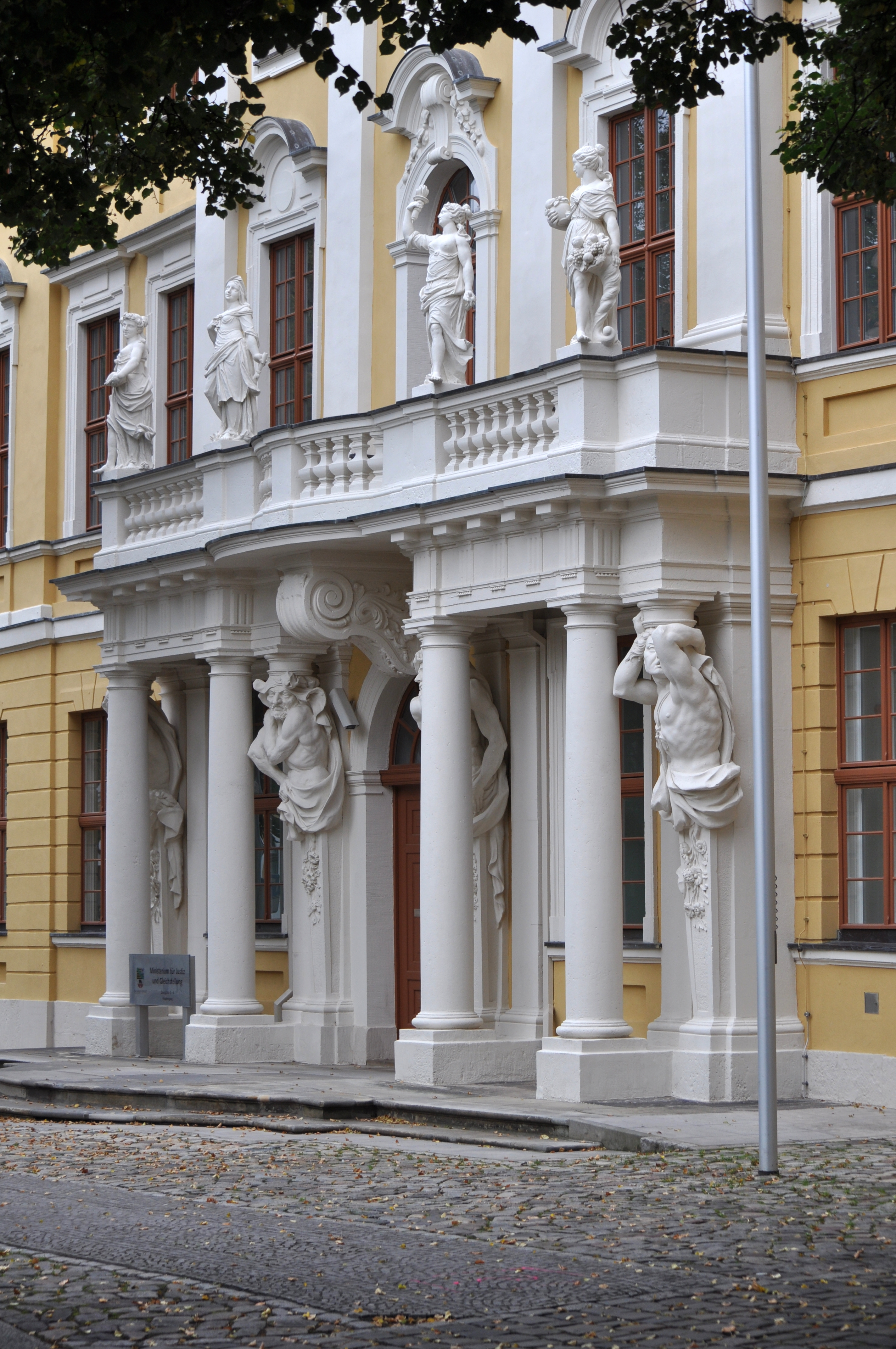
Portal, 2013

Die Fassade des großen dreigeschossigen verputzten Bau ist neunachsig ausgeführt. Es besteht ein Mittel- sowie sehr flache einachsige und schlichte ausgeführte Seitenrisalite. Am Erdgeschoss findet sich eine Rustizierung. Die oberen Geschosse sind mit schlichten Putzblenden versehen. Der dreiachsige Mittelrisalit ist aufwändig gegliedert und mit üppigem Baudekor verziert. An den Obergeschossen gibt es eine kolossale Gliederung aus vier Pilastern. Bekrönt wird er von einem breiten, gebrochenen Dreiecksgiebel, in den ein rundes Dachfenster integriert ist. Oberhalb des Fensters befindet sich eine Vase. Beidseits auf den Schrägen des Giebels sind zwei liegende Skulpturen angeordnet, auf der linken Seite die Göttin der Jagd Diana, rechts der Götterbote Merkur. Das mittig im Erdgeschoss angeordnete Portal wird beidseitig von jeweils zwei toskanischen Säulen und Hermenpilastern flankiert. Oberhalb des Tores befindet sich ein Altan samt mit vier Figuren bestückter vorschwingender Balustrade. Die zum Teil schwerttragenden Figuren thronen dabei jeweils über einer der Säulen und entsprechen jeweils einem der Pilaster. Getragen wird der Altan neben den Säulen von einer großen Konsole, an deren Frontseite sich ein Kopf befindet.

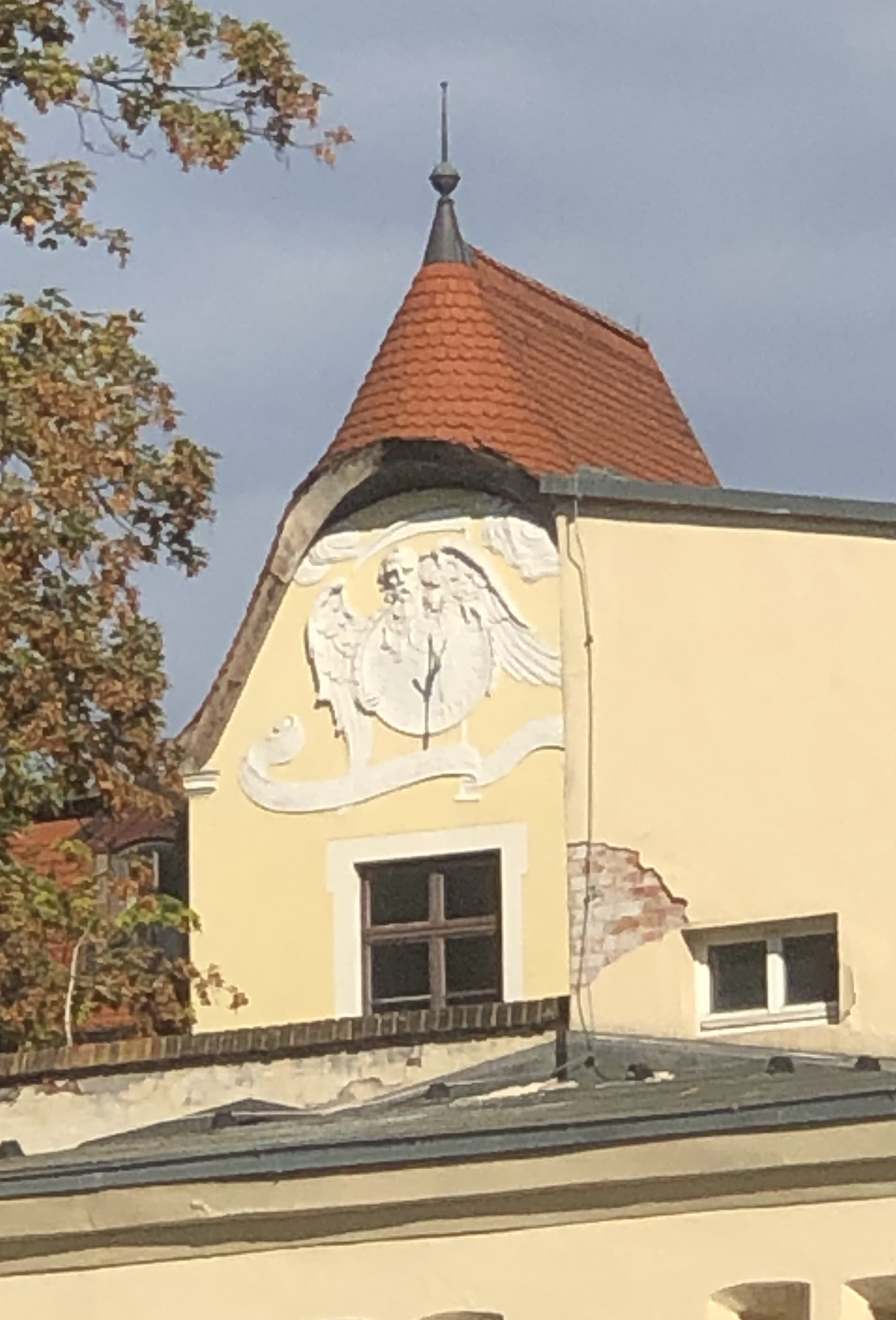
Turm mit Sonnenuhr an der Nordseite des Hofs, 2020

Bedeckt ist der Bau mit einem Mansarddach, in das vier Dachfenster integriert sind. Zur Hofseite hin stehen auf dem Dach zwei Adlerskulpturen. Am hofseitig bestehenden Nebengebäude befindet sich ein Turm samt Sonnenuhr und Wandfigur.
Im Denkmalverzeichnis des Landes Sachsen-Anhalt ist das Palais unter der Erfassungsnummer 094 06334 als Baudenkmal verzeichnet.
Insbesondere das Portal gilt als baugeschichtlich bedeutend und eine der wenigen in Magdeburg in dieser Form erhaltenen Architekturinszenierungen. Verglichen wird es mit dem Portal des Hauses Zum güldenen Kreuz (heute Breiter Weg 193) sowie den Häusern Domplatz 7 und 9. Die Form der Kapitelle der Pilaster kommt in kleinerer Form auch an den Gebäuden Breiter Weg 178 und 179 vor. Außerhalb Magdeburgs ist diese Form auch am Haus Zum Klappot in Prag, in Dresden in der Rampischen Straße und in Frankfurt (Oder) in der Bischofstraße 27 belegt. Die schwerttragenden Figuren wurden später in ähnlicher Form auch am Haus Schwibbogen 7 eingesetzt.